# ایپسالا
ایپسالا (به ترکی استانبولی: İpsala) شهری است در کشور ترکیه که در استان ادیرنه واقع شده‌است. جمعیت این شهر بر اساس سرشماری سال ۲۰۰۸ میلادی ۸٬۳۱۸ نفر و بر اساس برآوردهای سال ۲۰۰۹ میلادی ۸٬۷۸۵ نفر می‌باشد.